# Ateliotum insulare
Ateliotum insulare is een vlinder uit de familie echte motten (Tineidae). De wetenschappelijke naam is, als Dysmasia insularis voor het eerst geldig gepubliceerd in 1896 door Rebel.
De soort komt voor in Europa.